# Béchir Zaghouani
Béchir Zaghouani, né le 11 avril 1981, est un athlète tunisien spécialiste du saut à la perche.

## Palmarès
| Date | Compétition            | Lieu        | Résultat | Marque |
| ---- | ---------------------- | ----------- | -------- | ------ |
| 2002 | Championnats d'Afrique | Radès       | 2e       | 4,90 m |
| 2003 | Jeux africains         | Abuja       | 1er      | 5,20 m |
| 2004 | Championnats d'Afrique | Brazzaville | 1er      | 5,20 m |
| 2004 | Jeux panarabes         | Alger       | 1er      | 5,20 m |

## Records
| Épreuve          | Performance | Lieu  | Date             |
| ---------------- | ----------- | ----- | ---------------- |
| Saut à la perche | 5,30 m      | Radès | 1er juillet 2003 |